# Varahagiri Venkata Giri
Pour les articles homonymes, voir Giri (homonymie).
Varahagiri Venkata Giri, né le 10 août 1894 à Brahmapur et mort le 23 juin 1980 à Madras — surnommé VV Giri — est un homme d'État indien. Il est vice-président de la République indienne du 13 mai 1967 au 3 mai 1969, puis le quatrième président du 24 août 1969 au 24 août 1974.

## Biographie
Né dans une famille télougoue à Berhampore dans le district de Ganjam en Odisha, il part en Irlande en 1913 pour faire son droit. Il y découvre le mouvement indépendantiste et le syndicalisme auquel il restera fidèle toute sa vie. Il participe à la création du syndicat All India Railwaymen's Federation et est élu par deux fois président du All India Trade Union Congress en 1926 et 1942. 
Il est élu vice-président en 1967. Candidat indépendant à l'élection présidentielle après la mort du Dr Zakir Hussain, il bénéficie de la faveur du Premier ministre Indira Gandhi contre le candidat du parti du Congrès, Sanjiva Reddy, dont elle craint l'hostilité en cas de crise gouvernementale. Il est élu président de la République indienne le 16 août 1969 par le collège électoral et prend ses fonctions le 24 du même mois. Il dissout le Lok Sabha à la fin de 1970. Son mandat s'achève le 24 août 1974.
Il reçoit la Bharat Ratna en 1975.